# Religia w Brazylii

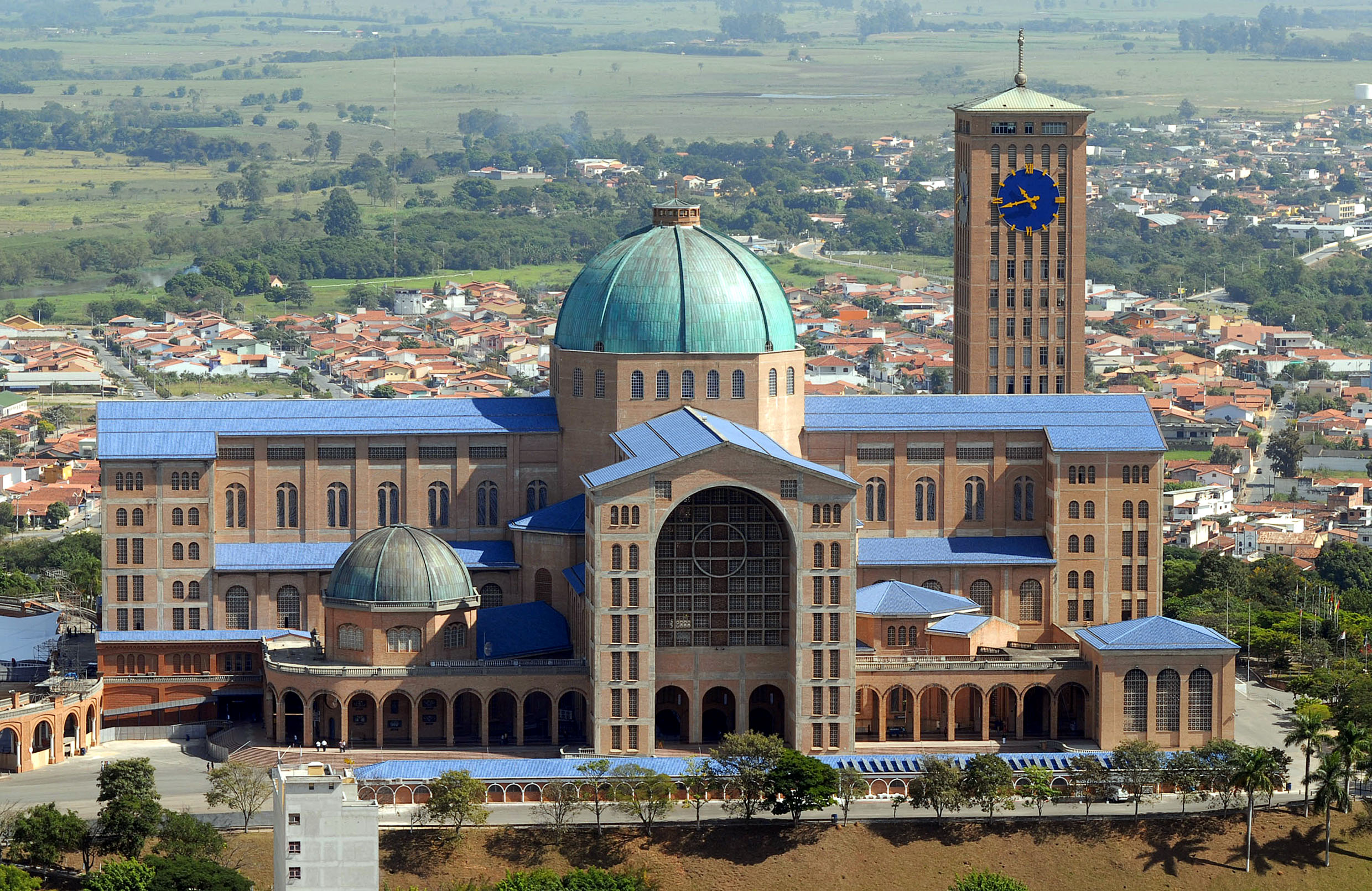
Bazylika Matki Bożej w Aparecidzie

Religia w Brazylii charakteryzuje się wyższym stopniem praktykowania w stosunku do innych krajów Ameryki Łacińskiej; jest również bardziej zróżnicowana. W dalszym ciągu dominującą religią jest chrześcijaństwo. Brazylia posiada społeczeństwo charakteryzujące się dużym stopniem duchowości – ma on związek z historycznym spotkaniem Kościoła katolickiego (m.in. działalność misyjna) z tradycjami religijnymi afrykańskich niewolników i ludów tubylczych. Łączenie się różnych wierzeń religijnych, które występowało podczas portugalskiej kolonizacji Brazylii, doprowadziło do rozwoju różnych synkretycznych praktyk religijnych, na które największy wpływ miał jednak Kościół katolicki. Przejawem tego charakterystycznego synkretyzmu jest m.in. sposób obchodzenia tradycyjnych portugalskich uroczystości. Do niedawna w Brazylii wyraźnie dominującą była religia rzymskokatolicka. Gwałtowne zmiany, które zaszły na przełomie XX i XXI wieku doprowadziły do wzrostu sekularyzmu (brak przynależności religijnej) i ewangelicznego protestantyzmu (ponad 22% populacji). Spis powszechny z 2010 roku wskazuje, że 65% Brazylijczyków identyfikuje się jako katolicy. Jest to wyraźny spadek w stosunku do 1970 roku, w którym 90% mieszkańców Brazylii uważało się za katolików. Tak wyraźny spadek wyznawców budzi niepokój hierarchów. Mając na uwadze powyższą sytuację kardynał Cláudio Hummes (były arcybiskup São Paulo) zadał retoryczne pytanie: Zastanawiamy się z lękiem: jak długo Brazylia pozostanie krajem katolickim?. Na terenie Brazylii działa także niezależny od Rzymu Brazylijski Katolicki Kościół Apostolski, powstały w 1945 roku.
Społeczeństwo Brazylii charakteryzuje się dużą różnorodnością wyznawanych religii oraz skłonnością do synkretyzmu religijnego. W ostatnich dziesięcioleciach nastąpił duży wzrost znaczenia kościołów zielonoświątkowych, w tym przede wszystkim kościołów neocharyzmatycznych oraz prężny rozwój religii afro-brazylijskich, co miało związek z jednoczesnym zmniejszeniem się liczy wyznawców religii rzymskokatolickiej. 

## Wielkość poszczególnych wspólnot wyznaniowych[5]
- Kościół katolicki: 123 000 000 – 64,6%
- Protestantyzm: 42 300 000 – 22,2%
- Niezwiązani z żadnym wyznaniem: 15 000 000 – 8%
- Inne religie: 9 300 000 – 5,2% (w tym: Świadkowie Jehowy: 909 879[6])

Największy odsetek wyznawców religii katolickiej występuje w Północnowschodniej Brazylii (79,9%) oraz w Południowowschodniej Brazylii (77,4%). Najmniejszy odsetek katolików mieszka w stanie Rio de Janeiro (45,19%).